# Valeš Lísa
Valentýn Lísa (15. února 1867, Lelekovice – 20. března 1939, Otrokovice) byl český sběratel lidových zpěvů, učitel a hudební skladatel.

## Životopis
Valentýn Lísa se narodil 15. února 1867 v Lelekovicích u Brna. Studoval na JAMU v Brně, kde byl jeho učitelem Leoš Janáček. Kromě Lelekovic a Otrokovic působil i v Tlumačově. Za podpory Leoše Janáčka a Vítězslava Nováka se věnoval sběratelské činnosti.
Valeš Lísa zemřel 20. března 1939 v Otrokovicích, kde je pohřben na městském hřbitově.

## Dílo
- Slovácké a lidové písně z Uher. Hradišťska (1912)
- Lidové písně z okolí Otrokovic (1981) – vydáno posmrtně, obsahuje jeho úpravy lidových písní[3]